# Marie Tudor
Marie Tudor er en fransk stumfilm fra 1912 af Albert Capellani.

## Medvirkende
- Jeanne Delvair som Marie Tudor
- Paul Capellani som Fabiano Fabiani
- Romuald Joubé som Gilbert
- Léon Bernard
- Andrée Pascal